# Mile (Yunnan)
Mile (弥勒市S, MílèP) è una città-contea della Cina, situata nella provincia di Yunnan e amministrata dalla prefettura autonoma hani e yi di Honghe.